# Lista de mamíferos de Portugal

## Mamíferos terrestres
| Nome Comum (Nome científico)                                                  | Distribuição            | Distribuição em Portugal | Habitat | Observações | Foto                                 |
| ----------------------------------------------------------------------------- | ----------------------- | ------------------------ | --- | --- | ------------------------------------ |
| Ordem Rodentia Bowdic, 1821 Família Sciuridae Fischer de Waldheim, 1817       |                         |                          | | |                                      |
| Esquilo-vermelho Sciurus vulgaris Linnaeus, 1758                              |                         |                          | Florestas de coníferas, florestas mistas, parques e jardins.                                                                                      | Extinto em Portugal desde o século XVI, voltou a colonizar o norte do país a partir de populações espanholas. Foram tentadas algumas introduções no centro do país na década de 90, existindo actualmente uma população bem estabelecida no Parque Florestal de Monsanto e no Parque Natural da Serra da Estrela. | Esquilo-vermelho                     |
| Ordem Rodentia Bowdich, 1821 Família Gliridae Muirhead in Brewster, 1819      |                         |                          | | |                                      |
| Leirão Eliomys quercinus (Linnaeus, 1766)                                     | Distribuição            |                          | Florestas de coníferas ou caducifólias, pomares e jardins.                                                                                        | Também conhecido por leirão-dos-pomares ou rato-dos-pomares. | Leirão                               |
| Ordem Rodentia Bowdich, 1821 Família Cricetidae G. Fischer, 1817              |                         |                          | | |                                      |
| Rato-dos-lameiros Arvicola amphibius (Linnaeus, 1758)                         | Distribuição aproximada |                          | Cursos de água com margens íngremes e muito vegetadas, zonas pantanosas e prados.                                                                 | Sinónimo: Arvicola terrestris. Presente no norte de Portugal e Espanha (mapa incorrecto nesse aspecto). | Rato-dos-lameiros                    |
| Rato-de-água Arvicola sapidus Miller, 1908                                    | Distribuição            |                          | Cursos de água de corrente fraca, com margens ricas em vegetação.                                                                                 | | Rato-de-água                         |
| Rato-do-campo-de-cauda-curta Microtus agrestis (Linnaeus, 1761)               | Distribuição            |                          | Prados, charnecas, bosques abertos, dunas, preferindo zonas húmidas.                                                                              | | Rato-do-campo-de-cauda-curta         |
| Rato-do-campo-comum Microtus arvalis (Pallas, 1778)                           | Distribuição            |                          | Terrenos agrícolas, prados e bosques. | Em Portugal ocorre apenas a noroeste do território, na região de Trás-os-Montes. | Rato-do-campo-comum                  |
| Rato de Cabrera Microtus cabrerae Thomas, 1906                                |                         |                          | Bosques abertos, campos e pastagens, geralmente perto de água ou húmidos.                                                                         | Endemismo ibérico. |                                      |
| Rato-cego-mediterrânico Microtus duodecimcostatus (de Selys-Longchamps, 1839) | Distribuição            |                          | Amplamente distribuído; atinge densidades elevadas especialmente em pomares e outras zonas agrícolas.                                             | Também conhecido por rato-dos-prados-mediterrânico. Hábitos fossoriais. |                                      |
| Rato-cego Microtus lusitanicus (Gerbe, 1879)                                  |                         |                          | Grande variedade de habitats, incluindo zonas naturais (galerias ripícolas e bosques) e zonas agrícolas (terras cultivadas, pomares e pastagens). | Também conhecido por rato-dos-prados-lusitânico. Hábitos fossoriais. | Rato-cego                            |
| Ordem Rodentia Bowdich, 1821 Família Muridae Illiger, 1811                    |                         |                          | | |                                      |
| Rato-dos-bosques Apodemus sylvaticus (Linnaeus, 1758)                         | Distribuição            |                          | Bosques, matagais, dunas, terrenos agrícolas e jardins.                                                                                           | Também conhecido por ratinho-do-campo. | Rato-dos-bosques                     |
| Rato-caseiro Mus musculus Linnaeus, 1758                                      | Distribuição            |                          | Associado a habitats urbanos ou rurais, sempre junto a infraestruturas construídas; raramente em habitats naturais.                               | A distribuição mundial desta espécie é mais abrangente que a de qualquer outro mamífero (à excepção do Homem). Em Portugal ocorre a subespécie Mus musculus domesticus, elevada ao estatuto de espécie por alguns autores.                                                                                        | Ratinho-caseiro                      |
| Rato-das-hortas Mus spretus Lataste, 1883                                     |                         |                          | Bosques abertos, matagais, prados, terrenos agrícolas e jardins; evita habitações.                                                                | Também conhecido por ratinho-ruivo. |                                      |
| Ratazana-castanha Rattus norvegicus (Berkenhout, 1769)                        | Distribuição.           |                          | Zonas urbanas, zonas agrícolas em locais perto de água e com vegetação densa.                                                                     | Espécie introduzida (após 1500 d.C.). Originária do Extremo Oriente. Vector de diversas doenças; mostra alguma resistência a venenos. Mais agressiva que a ratazana-preta, substituindo-a em algumas zonas ou habitats. Também conhecida por ratazana-de-água.                                                    | Ratazana-castanha                    |
| Ratazana-preta Rattus rattus (Linnaeus, 1758)                                 | Distribuição            |                          | Zonas urbanas, especialmente em edifícios. | Espécie introduzida (introdução histórica). Originária do Sul da Ásia. | Ratazana-preta                       |
| Ordem Lagomorpha Brandt, 1855 Família Leporidae Fischer de Waldheim, 1817     |                         |                          | | |                                      |
| Lebre Lepus granatensis Rosenhauer, 1856                                      | Distribuição            |                          | Desde zonas agrícolas a bosques de montanha. | Espécie cinegética. | Lebre                                |
| Coelho-bravo Oryctolagus cuniculus (Linnaeus, 1758)                           | Distribuição            |                          | Prados, matos e bosques mediterrânicos abertos.                                                                                                   | Espécie cinegética. Originária da Península Ibérica, actualmente presente um pouco por o globo, resultado de inúmeras introduções. Acentuado declínio populacional recente, devido a mixomatose e doença hemorrágica viral.                                                                                       | Coelho-bravo                         |
| Ordem Erinaceomorpha Gregory, 1910 Família Erinaceidae G. Fischer, 1814       |                         |                          | | |                                      |
| Ouriço-cacheiro Erinaceus europaeus Linnaeus, 1758                            | Distribuição            |                          | Bosques de caducifólias, prados húmidos, jardins e dunas com estrato arbustivo.                                                                   | Também conhecido por ouriço-terrestre. | Ouriço-cacheiro                      |
| Ordem Soricomorpha Gregory, 1910 Família Soricidae G. Fischer, 1814           |                         |                          | | |                                      |
| Musaranho-de-dentes-brancos-grande Crocidura russula (Hermann, 1780)          | Distribuição            |                          | Prados, bosques (principalmente na orla), matagal, jardins e junto a habitações.                                                                  | Muito semelhante ao musaranho-de-dentes-brancos-pequeno, mas mais abundante que este. | Musaranhos-de-dentes-brancos-grandes |
| Musaranho-de-dentes-brancos-pequeno Crocidura suaveolens (Pallas, 1811)       | Distribuição            |                          | Terrenos agrícolas, matagais, dunas e áreas rochosas com boa cobertura vegetal; evita florestas densas.                                           | Em Portugal, é mais raro que o musaranho-de-dentes-brancos-grande. | Musaranho-de-dentes-brancos-pequeno  |
| Musaranho-anão-de-dentes-brancos Suncus etruscus (Savi, 1822)                 | Distribuição            |                          | Terrenos agrícolas (vinhas, olivais) com cobertura arbustiva, jardins, matagal e bosque mediterrânico.                                            | Um dos mais pequenos mamíferos do mundo. | Musaranho-anão-de-dentes-brancos     |
| Musaranho-de-água Neomys anomalus Cabrera, 1907                               | Distribuição            |                          | Vegetação abundante junto a cursos de água de corrente reduzida e zonas húmidas.                                                                  | | Musaranho-de-água                    |
| Musaranho-de-dentes-vermelhos Sorex granarius Miller, 1910                    | Distribuição            |                          | Áreas com denso estrato arbustivo, bosques de folhosas e resinosas, perto de água ou zonas húmidas.                                               | Endemismo ibérico. Também conhecido por musaranho-ibérico. |                                      |
| Musaranho-anão-de-dentes-vermelhos Sorex minutus Linnaeus, 1766               | Distribuição            |                          | Áreas de densa cobertura ao nível do solo, como matagais, prados, dunas e orlas de bosques.                                                       | | Musaranho-anão-de-dentes-vermelhos   |
| Ordem Soricomorpha Gregory, 1910 Família Talpidae G. Fischer, 1814            |                         |                          | | |                                      |
| Toupeira-de-água Galemys pyrenaicus (É. Geoffroy, 1811)                       | Distribuição            |                          | Cursos de água rápidos, de montanha, com vegetação abundante nas margens.                                                                         | Espécie muito sensível a perturbações, como poluição das águas e destruição das margens dos cursos de água. | Toupeira-de-água                     |
| Toupeira Talpa occidentalis Cabrera, 1907                                     | Distribuição            |                          | Zonas de solo profundo, que não seja rochoso, arenoso nem alagado.                                                                                | Endemismo ibérico. Hábitos fossoriais. |                                      |
| Ordem Carnivora Bowdich, 1821 Família Felidae G. Fischer de Waldheim, 1817    |                         |                          | | |                                      |
| Gato-bravo Felis silvestris Schreber, 1775                                    | Distribuição            |                          | Florestas de caducifólias. | Próximo do ancestral do gato-doméstico (Felis silvestris lybica, de origem africana), origina híbridos férteis quando se cruza com este, ameaçando o pool genético da espécie selvagem. | Gato-bravo                           |
| Lince-ibérico Lynx pardinus (Temminck, 1827)                                  | Distribuição            |                          | Bosques abertos de coníferas e matos densos. | Em território português, encontra-se num cenário de pré-extinção. | Lince-ibérico                        |
| Ordem Carnivora Bowdich, 1821 Família Viverridae Gray, 1821                   |                         |                          | | |                                      |
| Geneta Genetta genetta (Linnaeus, 1758)                                       | Distribuição            |                          | Bosques com cursos de água, vegetação densa e zonas rochosas, longe de habitações humanas.                                                        | Introdução histórica, de origem africana. | Geneta                               |
| Ordem Carnivora Bowdich, 1821 Família Herpestidae Bonaparte, 1845             |                         |                          | | |                                      |
| Sacarrabos Herpestes ichneumon (Linnaeus, 1758)                               | Distribuição            |                          | Matagais, terrenos agrícolas e zonas rochosas com vegetação abundante.                                                                            | Introdução histórica, de origem africana.São feitas observações com alguma frequência no Parque Natural da Serra da Estrela. |                                      |
| Ordem Carnivora Bowdich, 1821 Família Canidae G. Fischer de Waldheim, 1817    |                         |                          | | |                                      |
| Lobo Canis lupus Linnaeus, 1758                                               | Distribuição            |                          | Campos e bosques abertos com boa cobertura vegetal.                                                                                               | Ancestral do cão-doméstico, com o qual produz híbridos férteis. O lobo-ibérico corresponde à subespécie Canis lupus signatus. | Lobo-ibérico                         |
| Raposa Vulpes vulpes (Linnaeus, 1758)                                         | Distribuição            |                          | Adapta-se a quase todos os habitats: matagais, florestas, campos agrícolas, montanhas, zonas pantanosas, dunas e zonas urbanas.                   | É o carnívoro selvagem com maior distribuição e abundância no mundo. | Raposa                               |
| Ordem Carnivora Bowdich, 1821 Família Mustelidae G. Fischer de Waldheim, 1817 |                         |                          | | |                                      |
| Lontra Lutra lutra (Linnaeus, 1758)                                           | Distribuição            |                          | Zonas de água doce com vegetação adequada (rios, canais, lagos, pântanos e charcos).                                                              | | Lontra                               |
| Fuinha Martes foina (Erxleben, 1777)                                          | Distribuição            |                          | Bosques de caducifólias, orlas de florestas e zonas rochosas.                                                                                     | Pelagem castanho-acinzentada com uma mancha branca bipartida no peito. | Fuinha                               |
| Marta Martes martes (Linnaeus, 1758)                                          | Distribuição            |                          | Florestas maduras de coníferas, caducifólias ou mistas.                                                                                           | Pelagem castanha e mancha no peito de cor creme ou amarelada. | Marta                                |
| Texugo Meles meles (Linnaeus, 1758)                                           | Distribuição            |                          | Bosques mistos e de folha caduca, pastagens e jardins amplos.                                                                                     | Única espécie de mustelídeo em Portugal a exibir um forte comportamento social (alguns grupos podem ter até 25 indivíduos adultos). | Texugo                               |
| Arminho Mustela erminea Linnaeus, 1758                                        |                         |                          | Grande diversidade de habitats com boa cobertura vegetal, incluindo bosques, pântanos e terrenos agrícolas.                                       | Nas regiões europeias mais frias, o arminho apresenta uma pelagem branca no Inverno (não acontecendo o mesmo em Portugal). A sua presença em território português só foi confirmada na década de 1980. | Arminho                              |
| Doninha Mustela nivalis Linnaeus, 1766                                        | Distribuição            |                          | Florestas, matos, prados, dunas e zonas agrícolas.                                                                                                | Como o arminho, a doninha apresenta uma pelagem branca no Inverno, em algumas regiões. | Doninha                              |
| Toirão Mustela putorius Linnaeus, 1758                                        | Distribuição            |                          | Bosques e florestas, margens de rios e pântanos e junto a terrenos agrícolas.                                                                     | O furão, animal de estimação, é a forma domesticada desta espécie (Mustela putorius furo) | Toirão                               |
| Visão-americano Neovison vison (Schreber, 1777)                               |                         |                          | Zonas de vegetação densa junto a cursos de água e lagos.                                                                                          | Espécie introduzida. Fuga de viveiros de criação para a indústria das peles. Sinónimo: Mustela vison. | Visão-americano                      |
| Ordem Artiodactyla Owen, 1848 Família Suidae Gray, 1821                       |                         |                          | | |                                      |
| Javali Sus scrofa Linnaeus, 1758                                              | Distribuição            |                          | Bosques, matos e zonas agrícolas com densa cobertura vegetal.                                                                                     | Espécie cinegética. | Javali                               |
| Ordem Artiodactyla Owen, 1848 Família Cervidae Goldfuss, 1820                 |                         |                          | | |                                      |
| Veado Cervus elaphus Linnaeus, 1758                                           | Distribuição aproximada |                          | Bosques de caducifólias, matos e prados. | Espécie cinegética. Ampla distribuição mundial, estando presente na Europa, Ásia e América do Norte. Segundo maior cervídeo europeu. | Veado                                |
| Gamo Dama dama (Linnaeus, 1758)                                               |                         |                          | Florestas, matagais, prados e zonas agrícolas. | Extinguiu-se na Europa após o último período glaciar. Foi reintroduzido no mediterrânico ocidental pelos Fenícios, a partir da região mediterrânica oriental. Espécie cinegética. | Gamo                                 |
| Corço Capreolus capreolus (Linnaeus, 1758)                                    | Distribuição            |                          | Florestas de caducifólias, coníferas ou mistas e zonas agrícolas.                                                                                 | Espécie cinegética. | Corço                                |
| Ordem Artiodactyla Owen, 1848 Família Bovidae Gray, 1821                      |                         |                          | | |                                      |
| Cabra-montês Capra pyrenaica Schinz, 1838                                     | Distribuição            |                          | Zonas montanhosas rochosas. | Um declínio acentuado das populações naturais levou à extinção de duas subespécies: no século XIX a C. p. lusitanica em Portugal e na Galiza e no ano 2000 a C. p. pyrenaica na região dos Pirenéus. No final da década de 1990, a subespécie C. p. victoriae foi reintroduzida na Serra do Xurês/Gerês.          | Cabra-montês-ibérica                 |
| Muflão Ovis orientalis musimon (Pallas, 1811)                                 |                         |                          | Zonas montanhosas rochosas. | Espécie reintroduzida. Originária da Ásia Central e da Europa . Espécie cinegética. | Muflão                               |

## Mamíferos voadores (morcegos)
| Nome Comum (Nome científico)                                                       | Distribuição | Habitat                                                                                            | Observações                                              | Foto                               |
| ---------------------------------------------------------------------------------- | ------------ | -------------------------------------------------------------------------------------------------- | -------------------------------------------------------- | ---------------------------------- |
| Ordem Chiroptera Blumenbach, 1779 Família Rhinolophidae Gray, 1825                 |              | |                                                          |                                    |
| Morcego-de-ferradura-mediterrânico Rhinolophus euryale Blasius, 1853               | Distribuição | Áreas quentes cobertas de arbustos e árvores na base das colinas e montanhas.                      |                                                          | Morcego-de-ferradura-mediterrânico |
| Morcego-de-ferradura-grande Rhinolophus ferrumequinum (Schreber, 1774)             | Distribuição | Vales com florestas densas, com zonas de matos, clareiras e água.                                  |                                                          | Morcego-de-ferradura-grande        |
| Morcego-de-ferradura-pequeno Rhinolophus hipposideros (Bechstein, 1800)            | Distribuição | Áreas calcárias e parcialmente arborizadas, em regiões quentes na base das colinas e terras altas. |                                                          | Morcego-de-ferradura-pequeno       |
| Morcego-de-ferradura-mourisco Rhinolophus mehelyi Matschie, 1901                   | Distribuição | Áreas calcárias e próximas a água.                                                                 |                                                          | Morcego-de-ferradura-mourisco      |
| Ordem Chiroptera Blumenbach, 1779 Família Molossidae Gervais in de Castelnau, 1855 |              | |                                                          |                                    |
| Morcego-rabudo Tadarida teniotis (Rafinesque, 1814)                                | Distribuição | Zonas montanhosas acidentadas e áreas residenciais.                                                |                                                          |                                    |
| Ordem Chiroptera Blumenbach, 1779 Família Vespertilionidae Gray, 1821              |              | |                                                          |                                    |
| Morcego-hortelão Eptesicus serotinus (Schreber, 1774)                              |              | Parques pouco arborizados e prados.                                                                |                                                          | Morcego-hortelão                   |
| Morcego dos Açores Nyctalus azoreum Thomas, 1901                                   |              | | Endemismo dos Açores.                                    | Morcego dos Açores                 |
| Morcego-arborícola-gigante Nyctalus lasiopterus (Schreber, 1780)                   | Distribuição | Florestas de caducifólias.                                                                         |                                                          | Morcego-arborícola-gigante         |
| Morcego-arborícola-pequeno Nyctalus leisleri (Kuhl, 1817)                          |              | Florestas e bosques.                                                                               |                                                          | Morcego-arborícola-pequeno         |
| Morcego-arborícola-grande Nyctalus noctula Schreber, 1774                          | Distribuição | Bosques e grandes parques urbanos.                                                                 | Possivelmente extinto em território português.           | Morcego-arborícola-grande          |
| Morcego de Kuhl Pipistrellus kuhlii Kuhl, 1817                                     | Distribuição | Zonas urbanas e áreas calcárias.                                                                   |                                                          | Morcego de Kuhl                    |
| Morcego da Madeira Pipistrellus maderensis Dobson, 1878                            | Distribuição | |                                                          |                                    |
| Morcego-anão Pipistrellus pipistrellus (Schreber, 1774)                            | Distribuição | Zonas urbanas e orlas das florestas.                                                               | É o morcego mais pequeno da Europa e um dos mais comuns. | Morcego-anão                       |
| Morcego-pigmeu Pipistrellus pygmaeus (Leach, 1825)                                 |              | |                                                          | Morcego-pigmeu                     |
| Morcego-negro Barbastella barbastellus (Schreber, 1774)                            | Distribuição | Vales arborizados dos rios, regiões montanhosas, parques e áreas residenciais.                     |                                                          | Morcego-negro                      |
| Morcego-orelhudo-castanho Plecotus auritus (Linnaeus, 1758)                        |              | Florestas abertas de caducifólias e coníferas, parques e jardins muito arborizados.                |                                                          | Morcego-orelhudo-castanho          |
| Morcego-orelhudo-cinzento Plecotus austriacus (Fischer, 1829)                      | Distribuição | Vales quentes em zonas montanhosas, zonas agrícolas; evita grandes florestas.                      |                                                          |                                    |
| Morcego de Savi Hypsugo savii Bonaparte, 1837                                      | Distribuição | Zonas rochosas, orla de prados e bosques, zonas urbanas.                                           | Sinónimo: Pipistrellus savii                             | Morcego de Savi                    |
| Morcego de Bechstein Myotis bechsteinii Kuhl, 1817                                 | Distribuição | Florestas mistas ou de coníferas, parques e jardins.                                               |                                                          | Morcego de Bechstein               |
| Morcego-rato-pequeno Myotis blythii Tomes, 1857                                    | Distribuição | Áreas quentes com cobertura pouco densa, áreas calcárias, parques e áreas urbanas                  |                                                          |                                    |
| Morcego-de-água Myotis daubentonii (Kuhl, 1817)                                    |              | Campos planos com bosques abertos e zonas ribeirinhas.                                             |                                                          | Morcego-de-água                    |
| Morcego-lanudo Myotis emarginatus É. Geoffroy, 1806                                | Distribuição | Bosques, parques e jardins, frequentemente junto a água.                                           |                                                          | Morcego-lanudo                     |
| Morcego-rato-grande Myotis myotis Borkhausen, 1797                                 | Distribuição | Zonas rurais ligeiramente arborizadas e parques.                                                   |                                                          | Morcego-rato-grande                |
| Morcego-de-bigodes Myotis mystacinus (Kuhl, 1817)                                  |              | Campos abertos e zonas arborizadas, perto de água; parques jardins e povoações.                    |                                                          | Morcego-de-bigodes                 |
| Morcego-de-franja Myotis nattereri (Kuhl, 1817)                                    | Distribuição | Bosques abertos e campos agrícolas, perto de massas de água ou pântanos; zonas urbanas.            |                                                          | Morcego-de-franja                  |
| Morcego-de-peluche Miniopterus schreibersii Kuhl, 1817                             | Distribuição | Zonas rochosas e abertas.                                                                          |                                                          |                                    |

## Mamíferos marinhos (focas, golfinhos e baleias)
| Nome Comum (Nome científico)                                          | Distribuição | Habitat | Observações                                                                                             | Foto                         |
| --------------------------------------------------------------------- | ------------ | --- | --- | ---------------------------- |
| Ordem Carnivora Bowdich, 1821 Família Phocidae Gray, 1821             |              | | |                              |
| Foca-de-capuz Cystophora cristata (Erxleben, 1777)                    |              | Gelo compacto e flutuante, em águas profundas.                                                                       | Também conhecida por foca-de-crista.                                                                    | Foca-de-capuz                |
| Foca-barbuda Erignathus barbatus Erxleben, 1777                       | Distribuição | Águas costeiras pouco profundas e gelo flutuante dos litorais.                                                       | | Foca-barbuda                 |
| Foca-cinzenta Halichoerus grypus (Fabricius, 1791)                    | Distribuição | Costas rochosas ou escarpadas, estuários, zona intertidal e costas arenosas.                                         | | Foca-cinzenta                |
| Foca-monge Monachus monachus (Hermann, 1779)                          | Distribuição | Zonas litorais sub-tropicais, praias pequenas e abrigadas.                                                           | Em Portugal, existe uma população no arquipélago da Madeira. Também conhecida por lobo-marinho.         | Foca-monge                   |
| Foca-comum Phoca vitulina Linnaeus, 1758                              |              | Bancos de areia em estuários e braços de mar e costas rochosas, no Atlântico Norte e Pacífico Norte.                 | | Foca-comum                   |
| Foca-anelada Pusa hispida (Schreber, 1775)                            | Distribuição | No gelo ou perto da costa, em fiordes, lagos ou mares interiores, na zona circumpolar árctica ou próximo do Báltico. | | Foca-anelada                 |
| Ordem CetaceaBrisson, 1762 Família Delphinidae Gray, 1821             |              | | |                              |
| Caldeirão Steno bredanensis G. Cuvier in Lesson, 1828                 | Distribuição | Águas tropicais e sub-tropicais.                                                                                     | Também conhecido por golfinho-de-bico-comprido.                                                         | Caldeirão                    |
| Golfinho-riscado Stenella coeruleoalba (Meyen, 1833)                  | Distribuição | Mares de zonas temperadas e quentes.                                                                                 | | Golfinho-riscado             |
| Golfinho-malhado Stenella frontalis (G. Cuvier, 1829)                 | Distribuição | Águas costeiras e águas profundas.                                                                                   | Comum ao largo dos Açores. Também conhecido por golfinho-pintado.                                       | Golfinho-malhado             |
| Golfinho-comum Delphinus delphis Linnaeus, 1758                       | Distribuição | Prefere águas temperadas, mas está amplamente distribuído.                                                           | | Golfinho-comum               |
| Roaz-corvineiro Tursiops truncatus (Montagu, 1821)                    | Distribuição | Águas costeiras e estuários.                                                                                         | | Roaz-corvineiro              |
| Orca-bastarda Pseudorca crassidens (Owen, 1846)                       | Distribuição | Águas temperadas e tropicais.                                                                                        | | Orca-bastarda                |
| Orca Orcinus orca (Linnaeus, 1758)                                    | Distribuição | Diversos ambientes marinhos e estuarinos.                                                                            | | Orca                         |
| Grampo Grampus griseus (G. Cuvier, 1812)                              | Distribuição | Mares temperados e tropicais.                                                                                        | | Grampo                       |
| Baleia-piloto Globicephala melas Traill, 1809                         | Distribuição | Águas polares e temperadas-frias.                                                                                    | Alguns autores consideram que a espécie que ocorre no Atlântico Norte se trata de Globicephala melaena. | Baleia-piloto                |
| Baleia-piloto-tropical Globicephala macrorhynchus Gray, 1846          | Distribuição | Águas profundas, tropicais e temperadas.                                                                             | | Baleia-piloto-tropical       |
| Ordem Cetacea Brisson, 1762 Família Phocoenidae Gray, 1825            |              | | |                              |
| Boto Phocoena phocoena (Linnaeus, 1758)                               | Distribuição | Águas frias costeiras.                                                                                               | Também conhecida por toninha.                                                                           | Boto                         |
| Ordem Cetacea Brisson, 1762 Família Physeteridae Gray, 1868           |              | | |                              |
| Cachalote-pigmeu Kogia breviceps Blainville, 1838                     | Distribuição | Águas profundas, em zonas temperadas e tropicais.                                                                    | |                              |
| Cachalote-anão Kogia simus Owen, 1866                                 | Distribuição | Águas temperadas e tropicais.                                                                                        | |                              |
| Cachalote Physeter macrocephalus Linnaeus, 1758                       | Distribuição | Águas profundas. | | Cachalote                    |
| Ordem Cetacea Brisson, 1762 Família Ziphiidae Gray, 1850              |              | | |                              |
| Baleia-de-bico-de-Gervais Mesoplodon europaeus (Gervais, 1855)        | Distribuição | Águas profundas do Atlântico temperado, subtropical e quente.                                                        | |                              |
| Baleia-de-bico-de-Blainville Mesoplodon densirostris Blainville, 1817 | Distribuição | Águas profundas do Atlântico temperado, subtropical e quente.                                                        | Também conhecida por baleia-de-bico-grosso.                                                             | Baleia-de-bico-de-Blainville |
| Baleia-de-bico-de-True Mesoplodon mirus True, 1913                    | Distribuição | Águas profundas do Atlântico temperado.                                                                              | |                              |
| Baleia-de-bico-de-Sowerby Mesoplodon bidens (Sowerby, 1804)           |              | Águas profundas. | |                              |
| Baleia-de-bico-comum Ziphius cavirostris G. Cuvier, 1823              | Distribuição | Águas profundas. | |                              |
| Baleia-de-bico-de-garrafa Hyperoodon ampullatus (Forster, 1770)       | Distribuição | Águas profundas frias e temperadas.                                                                                  | Também conhecido por botinhoso.                                                                         |                              |
| Ordem Cetacea Brisson, 1762 Família Balaenopteridae Gray, 1864        |              | | |                              |
| Baleia-azul Balaenoptera musculus (Linnaeus, 1758)                    | Distribuição | Águas profundas, desde regiões polares até regiões subtropicais.                                                     | | Baleia-azul                  |
| Baleia-fina Balaenoptera physalus (Linnaeus, 1758)                    | Distribuição | Águas profundas, desde regiões polares até regiões subtropicais.                                                     | | Baleia-fina                  |
| Baleia-boreal Balaenoptera borealis Lesson, 1828                      | Distribuição | Mares polares a subtropicais.                                                                                        | | Baleia-boreal                |
| Baleia-anã Balaenoptera acutorostrata Lacepede, 1804                  | Distribuição | Águas temperadas. | | Baleia-anã                   |
| Baleia-de-Bryde Balaenoptera edeni Anderson, 1879                     | Distribuição | | Sinónimo: Balaenoptera brydei.                                                                          | Baleia-de-Bryde              |
| Baleia-de-bossa Megaptera novaeangliae Borowski, 1781                 | Distribuição | Águas costeiras ou pelágicas de regiões polares até tropicais.                                                       | | Baleia-de-bossas             |
| Baleia-negra Eubalaena glacialis (Müller, 1776)                       | Distribuição | Águas temperadas frias.                                                                                              | | Baleia-negra                 |